# Tomas Alberio
Tomas Alberio (Bussolengo, 31 maart 1989) is een Italiaans voormalig wielrenner die in 2011 beroepsrenner was bij de Spaanse formatie Geox-TMC. 

## Carrière
In 2008 werd Alberio samen met Elia Viviani Europees beloftenkampioen in het onderdeel ploegkoers, hiermee verwezen ze Jeff Vermeulen en Pim Ligthart naar de tweede plaats.
In 2011 was hij prof bij Geox-TMC. In dat seizoen was zijn beste prestatie een vierde plaats in de eerste etappe van de Rutas de América. Twee jaar later reed hij voor Team Idea, dat toen geen UCI-licentie had.
Zijn laatste UCI-koers was de door Mattia Cattaneo gewonnen Ruota d'Oro in september 2012.

## Belangrijkste overwinningen

### Wegwielrennen
2009
Trofeo Edil C
1e etappe deel A Ronde van de Aostavallei (ploegentijdrit)
GP Ezio del Rosso
2010
GP Industrie del Marmo
1e en 2e etappe Ronde van Rio de Janeiro
Eindklassement Ronde van Rio de Janeiro

### Baanwielrennen
| Jaar     | IK                                                                               | EK                             | WK       | Overig   |
| Junioren | Junioren                                                                         | Junioren                       | Junioren | Junioren |
| -------- | -------------------------------------------------------------------------------- | ------------------------------ | -------- | -------- |
| 2006     | Koppelkoers (met Elia Viviani) · Teamsprint (met Elia Viviani en Marco Benfatto) |                                |          |          |
| 2007     |                                                                                  | Koppelkoers (met Elia Viviani) |          |          |
| Beloften |                                                                                  |                                |          |          |
| 2008     |                                                                                  | Koppelkoers (met Elia Viviani) |          |          |
| 2009     |                                                                                  |                                |          |          |
| 2010     |                                                                                  |                                |          |          |
| Elite    |                                                                                  |                                |          |          |
| 2011     | Derny · Puntenkoers                                                              |                                |          |          |

## Ploegen
- 2011 –  Geox-TMC